# Zoétélé
Zoétélé ist eine Gemeinde im Département Dja-et-Lobo in der Region Sud in Kamerun.

## Geografie
Zoétélé liegt im Süden Kameruns, etwa 100 Kilometer südöstlich der Hauptstadt Yaoundé.

## Verkehr
Zoétélé liegt an der Departementstraße D34.

## Persönlichkeiten
- Bruno Ateba Edo (* 1964), römisch-katholischer Bischof von Maroua-Mokolo
- Germaine Abessolo Bivina (* 1990), Sprinterin